# NGC 3657
NGC 3657 (również PGC 35002 lub UGC 6406) – galaktyka spiralna (SAab), znajdująca się w gwiazdozbiorze Wielkiej Niedźwiedzicy. Odkrył ją William Herschel 12 kwietnia 1789 roku.